# Mark Lenard
Mark Lenard (15. října 1924 Chicago, Illinois, USA – 22. listopadu 1996 New York, New York, USA), vlastním jménem Leonard Rosenson, byl americký herec.
Narodil se v rodině ruských emigrantů židovského původu. V roce 1943 vstoupil do americké armády a byl cvičen na parašutistu, nicméně do bojů nebyl nasazen a v roce 1946 byl uvolněn do civilu.
Hrál především v televizních projektech, jako herec se podílel i na sci-fi seriálech a filmech ze světa Star Treku. Poprvé se objevil v roce 1966 v epizodě „Rovnováha hrůzy“ seriálu Star Trek jako romulanský kapitán. O rok později v epizodě „Cesta k Babylonu“ hrál postavu vulkánského velvyslance Sareka, Spockova otce. Sarekovu roli si Mark Lenard zopakoval v jednom dílu animovaného seriálu Star Trek (1973), ve dvou epizodách seriálu Star Trek: Nová generace (1990, 1991) a třech filmech na motivy Star Treku: III: Pátrání po Spockovi (1984), IV: Cesta domů (1986) a VI: Neobjevená země (1991). Ve snímku Star Trek: Film (1979) se Lenard objevil jako klingonský kapitán.
Od roku 1960 až do své smrti byl ženatý s Ann Amouriovou, se kterou měl dvě děti. Zemřel 22. listopadu 1996 na mnohočetný myelom ve věku 72 let.